# Janirella laevis
Janirella laevis är en kräftdjursart som beskrevs av Hansen 1916. Janirella laevis ingår i släktet Janirella och familjen Janirellidae. Inga underarter finns listade i Catalogue of Life.